# مارك ليندن لي
مارك ليندن لي (بالإنجليزية: Mark Lee)‏ هو لاعب كرة قاعدة أمريكي، ولد في 14 يونيو 1953 في إنغليووود في الولايات المتحدة.

## وصلات خارجية
- مارك ليندن لي على موقع دوري كرة القاعدة الرئيسي (الإنجليزية)
- مارك ليندن لي على موقعبيزبول رفرنس.كوم (الدوري الرئيسي) (الإنجليزية)
- مارك ليندن لي على موقعبيزبول رفرنس.كوم (الدوري الثانوي) (الإنجليزية)